# ピュプランジュ

ピュプランジュの紋章

ピュプランジュ Puplingeは、スイス連邦、ジュネーヴ州のレマン湖の南東に位置し、フランスと国境をなす基礎自治体(コミューンcommune)。ジュネーヴ州のシュレ、プレザンジュ、トネのコミューン、フランス、オート＝サヴォワ県との国境で囲まれている。

## データ
- 面積:2.72 km²
- 人口:2083人(2008年1月)